# 서울방학초등학교
서울방학초등학교는 대한민국 서울특별시 도봉구 방학동에 있는 공립 초등학교이다.

## 학교 연혁
- 1982년 10월 7일 서울방학국민학교 개교(설립인가 7월 7일)
- 1996년 3월 1일 현재 교명으로 변경
- 1997년 5월 29일 급식실 개관
- 2009년 5월 20일 학교 공원화 사업 완공(도봉구청 지원) 및 관찰학습장 제작
- 2009년 6월 22일 학교운동장 인조잔디 및 우레탄트랙 완공
- 2012년 2월 29일 교육복지실 완공 및 본관 중간 창틀 교체
- 2012년 8월 30일 운동장 놀이시설 및 펜스 리모델링
- 2013년 9월 5일 보건실 현대화 사업(보건실, 보건교육실 리모델링)
- 2015년 9월 23일 친환경 인조잔디 재개장
- 2016년 12월 28일 체육관 개관
- 2017년 11월 8일 꿈을 담은 교실 사업(6학년 교실 리모델링)
- 2018년 2월 5일 가상현실 스포츠교실 설치
- 2019년 12월 31일 전체 교사동 외벽개선공사
- 2020년 2월 14일 제35회 졸업식 126명(누계 11830명)
- 2020년 9월 1일 제12대 윤순종 교장 부임

## 참고 자료
- 서울방학초등학교 - 한국교육학술정보원 학교알리미